# Дипломатска мисија
Дипломатска мисија или страна мисија је група људи из једне државе или организације присутне у некој другој држави која представља државу или организацију која се шаље званично у држави пријема. У пракси, дипломатска мисија обично означава резидентну мисију, односно амбасаду, која је главна канцеларија дипломатских представника неке земље у главном граду друге државе, док конзулати представљају мање дипломатске мисије које се обично налазе изван главног града примаоца (али се може наћи у главном граду, обично када земља слања нема амбасаду у држави пријема). Поред тога што је дипломатска мисија у земљи у којој се налази, она може бити стална мисија нерезидента у једну или више других земаља. Стога постоје амбасаде резидената и нерезиденти.

## Називи дипломатских мисија
Стална дипломатска мисија типично се назива амбасада, а шеф мисије познат је као амбасадор или високи комесар. Термин "амбасада" се обично користи и као део зграде у коме се обавља рад дипломатске мисије, али строго говорећи, сама дипломатска делегација представља амбасаду, а канцеларијски простор и дипломатска рад се зове канцеларија. Дакле, амбасада ради у канцеларијском објекту.
Чланови дипломатске мисије могу боравити унутар или изван зграде у којој се налази канцеларијска мисија, а њихове приватне резиденције уживају иста права као и просторије мисије у погледу неповредивости и заштите.
Све мисије Уједињених нација познате су само као трајне мисије, док су мисије држава чланица ЕУ у Европској унији познате као трајна заступања и шеф такве мисије обично је стални представник и амбасадор. Мисије Европске уније у иностранству познате су као делегације ЕУ. Неке земље имају посебан назив за своје мисије и особље: Ватиканску мисију води нунцио (латински "изасланик") и стога познат као апостолска нунциатура. За време владавине Муамера Гаддафија, мисије Либије су користиле име "народни биро", а шеф мисије био је секретар.
Мисије између Комонвелт земаља познате су као високе комисије и њихови шефови су високи повереници. То је зато што су амбасадори размењени између иностраних земаља, али од почетка Заједнице, земље чланице су номинално тврдиле да оне нису стране једна другој (исти разлог као и именовање канцеларије за иностране и комонвелте). Амбасадор представља један шеф државе у другу и акредитивна писма амбасадора решава један шеф државе у другу. Све док Индија није постала република 26. јануара 1950. године, сви чланови Комонвелата су имали истог шефа државе, због чега је именовање амбасадора између њих немогуће. Стога се високи представник земље Комонвелата у другој назива високог комесара, акредитованог не шефом државе, већ владом земље пријема, али у исто време сматран еквивалентом амбасадора. И данас, иако две земље Комонвелата имају различите шефове државе, високи дипломатски представник сваког од њих и даље се зове високи комесар, без обзира да ли он представља владу која шаље или шаље шеф државе. Still today, even if two Commonwealth countries have distinct heads of state (Presidents), each one's senior diplomatic representative to the other continues to be called a high commissioner, whether he or she represents a sending government or a sending head of state.
У прошлости је дипломатска мисија на челу са званичником нижег ранга (изасланик или резидент министра) позната као легација. Пошто су редови изасланика и резидента министра ефектно застарели, ознака легације данас се више не користи. Конзулат је сличан, али није исти као и дипломатска канцеларија, али са фокусом на бављење појединцима и предузећима, како је дефинисано Бечком конвенцијом о конзуларним односима. Генерални конзулат или конзулат је генерално представник амбасаде у локалним заједницама изван главног града. На пример, Уједињено Краљевство има Амбасаду Уједињеног Краљевства у Вашингтону, али и одржава седам генералних конзула и четири конзулата у другим деловима САД. Особа задужена за конзулат или генерални конзулат позната је као конзул или генерални конзул. Сличне услуге се такође могу обезбедити на амбасади (да служе региону главног града) у ономе што се обично зове конзуларна секција.
У случајевима спора, уобичајено је да земља повуче свог шефа мисије као знак свог незадовољства. Ово је мање драстично него потпуно смањивање дипломатских односа, а мисија ће наставити да функционише мање-више нормално, али сада ће бити на челу с пуномоћником (обично замеником шефа мисије) који могу имати ограничена овлашћења. Начелник послова за привремене послове такође руководи мисијом током периода између краја једног шефа мандата мисије и почетка другог.

## Екстратериторијалност
Супротно популарном мишљењу, већина дипломатских мисија не ужива пуно екстеритарно стање и у тим случајевима није суверена територија заступане државе. Напротив, просторије дипломатских мисија обично остају у надлежности државе домаћина, док су Бечком конвенцијом о дипломатским односима пружене посебне привилегије (као што је имунитет из већине локалних закона). Своје дипломате и даље задржавају пуни дипломатски имунитет и (придржавајући се Бечке конвенције) земља домаћина не сме ући у просторије мисије без дозволе представљене земље, чак и да угаси ватру. Међународна правила означавају напад на амбасаду као напад на земљу коју представља. Израз "екстратериторијалност" често се примјењује на дипломатске мисије, али обично само у овом ширем смислу.
Како земља домаћин не може без дозволе да улази у амбасаду представничке земље, амбасаде понекад користе избеглице које напуштају земљу домаћина или треће земље. На пример, севернокорејски држављани, који би били ухапшени и депортовани из Кине након открића, затражили су заточеништво у различитим амбасадама трећих земаља у Кини. Када су унутар амбасаде дипломатски канали се могу користити за решавање проблема и слање избеглица у другу земљу.
Значајне повреде екстератериторијалности амбасаде укључују поновљене инвазије британске амбасаде, Пекинга (1967), иранске кризе за таоце (1979—1981) и кризе за таоце јапанске амбасаде у резиденцији амбасадора у Лими, Перу (1996).

## Улога
Бечка конвенција о дипломатским односима из 1961. године наводи:
Функције дипломатске мисије састоје се, између осталог, у заступању државе слања у држави пријема; штитећи интересе у држави пријема од стране државе слања и њених држављана, у границама дозвољеним међународним правом; преговарање са владом државе пријема; утврђивање према свим законским средствима услова и догађаја у држави пријема и извештавање о томе од владе државе пошиљаоца; промовисања пријатељских односа између државе пошиљаоца и државе пријема и развијања њихових економских, културних и научних односа.

Дипломатске мисије између чланова британског Комонвелта народа се не зову амбасаде, али високе комесаријати и имају посебан дипломатски однос. Генерално се очекује да ће амбасада земље Комонвелата у држави која није чланица Комонвелата учинила све од себе да пружи дипломатске услуге грађанима других земаља заједнице, ако земља грађана нема ту амбасаду у тој земљи. Канадски и аустралијски држављани уживају још већу сарадњу између својих конзуларних служби, како је наведено у Споразуму о дељењу конзуларних услуга између Канаде и Аустралије. Исту врсту поступка такође мултилатерално прате државе чланице Европске уније (ЕУ). Европски грађани којима је потребна конзуларна помоћ у земљи без дипломатског или конзуларног представништва своје земље могу се обратити било којој конзуларној или дипломатској мисији друге државе чланице ЕУ.
Права и имунитети (као што је дипломатски имунитет) дипломатских мисија су кодификовани у Бечка конвенција о дипломатским односима из 1961Бечкој конвенцији о дипломатским односима из 1961. године.

## Вишеструке мисије у истом граду
Неки градови могу угостити више од једне мисије из исте земље. Пример је Рим, где многе државе одржавају мисије у Италији, а друге у Светој столици. За ове мисије није обичајно да деле просторије нити дипломатско особље. У случају УН агенција за храну, шеф мисије у Републици Италији обично се акредитује као стални представник. САД одржавају посебну мисију Сједињених Држава у агенцијама УН-а у Риму чији је шеф амбасадор Сједињених Држава у агенцијама Уједињених нација за храну и пољопривреду. Калкута је домаћин две високе комисије Бангладеша, један у Парк Циркусу и други у улици Мирза Галиб. Ово је учињено како би се смањила претрпаност унутар заменске Високе комисије. У почетку је отворен Циркус Парку и касније, у улици Мирза Галиб. Сада обе заменске високе комисије издају Бангладешу визе.

## Недипломатске канцеларије
Владе држава које не признају држава пријема и територије које не тврде да су суверене државе могу основати канцеларије у иностранству које немају званични дипломатски статус као што је дефинисано Бечком конвенцијом о дипломатским односима. Примери су канцеларије за економско и културно представништво у Тајпеју које представљају владу Републике Кине, представништва Сомалије у Лондону, Адис Абеба, Рим и Вашингтон и Хонгконшке привредне и трговинске канцеларије које представљају владу те територије. Такве канцеларије претпостављају неке од недипломатских функција дипломатских позиција, као што су промовисање трговинских интереса и пружање помоћи својим грађанима и становницима. Они ипак нису дипломатске мисије, њихово особље није дипломатско и немају дипломатске визе, мада може постојати закон који предвиђа личне имунитете и пореске привилегије, као што је случај са канцеларијама у Хонг Конгу у Лондону и Торонту.